# Matulla und Busch
Matulla und Busch ist ein deutscher Fernsehfilm aus dem Jahr 1995 nach dem gleichnamigen Roman von Klaus Schlesinger, der 1984 in Frankfurt erschien.

## Handlung
Matulla und Busch sind zwei Urberliner, die in einem Altersheim im Schwarzwald leben. Großes erwarten sie nicht mehr. Da erfährt Matulla plötzlich, dass er ein Mietshaus in Berlin geerbt hat und macht sich sofort auf den Weg dorthin. Sein Freund Busch begleitet ihn. Mit eisernem Willen und einigen Tricks schaffen sie es auch dorthin. In Berlin angekommen müssen die beiden feststellen, dass das Haus von einer Gruppe Hausbesetzer bewohnt wird. Um nicht wegen Hausfriedensbruch angezeigt zu werden, gewähren diese den beiden Alten Wohnrecht. Nach einiger Zeit schaffen Matulla und Busch es, die Besetzer zu disziplinieren. Als bei einer nächtlichen Razzia einer der Besetzer von der Polizei festgenommen wird, kommt es zu einem Streit zwischen Busch und Matulla, was dazu führt, dass Busch auszieht. Matulla befürchtet, dass Busch sich wie nach dem Krieg umzubringen versucht. Zum Schluss findet er ihn allerdings wieder.

## Kritik
Das Lexikon des internationalen Films meinte: „Eine humor- und liebevoll erzählte Geschichte, konzipiert auch als Hommage auf den großen Schauspieler Erwin Geschonneck“.

## Roman
- Klaus Schlesinger: Matulla und Busch, Fischer-Taschenbuch-Verlag, Frankfurt am Main 1984, ISBN 3-596-22337-7.